# Félix de la Fuente (baloncestista)
Félix de la Fuente Paya (Íscar, Valladolid; 24 de febrero de 1965) es un exbaloncestista español. Con 2.00 de estatura, su puesto natural en la cancha era el de pívot. Es padre de dos jugadores, Sergio de la Fuente y Alejandra de la Fuente.

## Trayectoria
- CB Valladolid Categorías inferiores.
- CB Valladolid (1983-1985)
- Tizona Burgos (1985-1986)
- Saski Baskonia (1986-1987)
- Club Baloncesto Peñas Huesca (1989-1990)
- Baloncesto León (1990-1992)
- CB Granada (1992-1993)
- Juventud Alcalá (1993-1994)
- Vekaventanas Burgos (1994-1995)